# 宇目町
宇目町（うめまち）は、大分県の南端にあった町。
2005年3月3日に佐伯市と南海部郡5町3村は合併し、新たな佐伯市となった。

## 地理
- 河川：市園川、田代川、中岳川、鐙川

## 歴史
- 1955年（昭和30年）3月31日 - 小野市村、重岡村の合併により宇目村となる。
- 1961年（昭和36年）11月3日 - 町制施行により宇目町となる。
- 2005年（平成17年）3月3日 - 佐伯市と南海部郡5町3村が新設合併し、新たな佐伯市が誕生。

## 行政
- 町長：小平一郎（1996年 - 2005年）

## 経済

### 産業
- 主な産業
- 産業人口

### 一村一品
- しいたけ（乾）
- 栗
- 茶
- ほおずき
- なす
- スイートピー
- ししラーメン

## 地域
- 佐伯市宇目宅配事業

### 教育

#### 中学校
- 宇目町立宇目緑豊中学校

#### 小学校
- 宇目町立宇目緑豊小学校

## 交通

### 鉄道路線
- 九州旅客鉄道
  - 日豊本線：重岡駅 - 宗太郎駅
- 中心となる駅：重岡駅

両駅ともに停車本数が極端に少なく（3往復/日）、同町内の鉄道利用者は豊肥本線の三重町駅を利用する人が多い。

### 道路

#### 国道
- 国道10号
- 国道326号

#### 県道
- 主要地方道
  - 大分県道6号日之影宇目線
  - 大分県道39号小野市重岡線
  - 大分県道53号野津宇目線
- 一般県道
  - 大分県道609号上瓜清見園線
  - 大分県道613号御泊奥江線
  - 大分県道706号伏野宇目線

## 名所・旧跡・観光スポット・祭事・催事

### 祭り
- 木浦すみつけ祭り
- 藤河内渓谷祭り
- 宇目の唄げんか
- うめ観光祭
- うめ地域振興祭

### スポーツ大会
- 宇目の里健康マラソン

### 観光スポット
- ととろのバス停（映画となりのトトロ）
- 藤河内渓谷
- 唄げんか大橋
- 道の駅宇目